# مملكة جورجيا
مملكة جورجيا ؛ مملكة الكرج (بالجورجية: საქართველოს სამეფო)، والمعروفة أيضًا باسم الإمبراطورية الجورجية، كانت ملكية أوروآسيوية في العصور الوسطى نشأت نحو عام 1008 ميلادية. بلغت عصرها الذهبي من القوة السياسية والاقتصادية أثناء حكم الملك ديفيد الرابع والملكة تامار الكبرى من القرن الحادي عشر إلى القرن الثالث عشر. أصبحت جورجيا واحدة من أبرز الأمم في الشرق المسيحي، وامتدت إمبراطوريتها عبر القوقاز، في أقصى امتداد لها، من أوروبا الشرقية وشمال القوقاز إلى الجزء الشمالي من إيران والأناضول، مع الاحتفاظ بممتلكاتها الدينية في الخارج، مثل دير الصليب في القدس ودير أيفيرون في اليونان. وكانت السليفة التاريخية الرئيسية لجورجيا الحالية.
سقطت المملكة، التي استمرت لعدة قرون، في غزوات المغول في القرن الثالث عشر، ولكنها تمكنت من إعادة تأكيد سيادتها بحلول أربعينيات القرن الرابع عشر. تميزت العقود التالية بتفشي الموت الأسود، فضلًا عن العديد من الغزوات بقيادة تيمور، ما أدى إلى تدمير اقتصاد البلاد وتعدادها السكاني ومراكزها الحضرية. وازداد تفاقم الوضع الجيوسياسي للمملكة بعد سقوط الإمبراطورية البيزنطية ثم إمبراطورية طرابزون. ونتيجة لهذه العمليات، تحولت جورجيا، بحلول نهاية القرن الخامس عشر، إلى كيان ممزق. أدت الغارات المتجددة التي قام بها تيمور من عام 1386، والغزوات اللاحقة التي قامت بها قراقويونلو وآق قويونلو إلى الانهيار النهائي للمملكة في حالة من الفوضى عام 1466 وإلى الاعتراف المتبادل بممالك كارتلي وكاخيتي وإيميريتي المكونة لها كولايات مستقلة بين عامي 1490 و1493 ـوكل منهما بقيادة فرع متنافس لسلالة باغراتيوني، وخمس إمارات شبه مستقلةـ أوديشي، وجوريا، وأبخازيا، وسفانيتي، وسامتسكي ـ تهيمن عليها عشائرها الإقطاعية.

## خلفية
تفككت الممالك الجورجية المبكرة، بسبب موقعها على مفترق طرق الحروب الرومانية الفارسية الممتدة، إلى مناطق إقطاعية متعددة في أوائل العصور الوسطى. ما سهل وقوع الممالك الجورجية المتبقية ضحية للفتوحات الإسلامية المبكرة في القرن السابع.
تولى أمراء سلالة باغراتيوني الإيبيريين الحكم على تاو كلارجيتي، المقاطعات الجنوبية السابقة في إيبيريا، وأنشأوا إمارات إيبيريا كتوابع اسمية للإمبراطورية البيزنطية، في أثناء الكفاح ضد الاحتلال العربي. واستمر قتال باغراتيوني من أجل الأراضي الجورجية الوسطى، المعروفة باسم كارتلي، ونازعتهم عليها مملكة أبخازيا، والأمراء العرب في تبليسي، وحتى الكاخيتيين وباغراتيوني الأرمن حكام تاشير دزوراغيت. بدأت استعادة الملكية الإيبيرية في عام 888، إلا أن سلالة باغراتيوني فشلت في الحفاظ على سلامة مملكتها، التي كانت مقسمة في الواقع بين الفروع الثلاثة للأسرة مع بقاء الفرع الرئيسي في تاو وسيطرة آخر على كلارجيتي.
صد الأبخاز بالاشتراك مع حلفائهم اللازيك والإيبيريين في عام 736 التوغل العربي في غرب جورجيا. سرع الدفاع الناجح ضد العرب، والميول التوسعية المتزايدة للمملكة إلى الشرق، والنضال ضد البيزنطيين، والقتال من أجل الهيمنة داخل الأراضي الجورجية، عملية توحيد الولايات الجورجية إلى نظام ملكي إقطاعي واحد. في القرن التاسع انفصلت الكنيسة الجورجية الغربية عن القسطنطينية واعترفت بسلطة كاثوليكة متسخيتا؛ تحولت لغة الكنيسة في أبخازيا من اليونانية إلى الجورجية، مع تناقص السلطة البيزنطية واختفاء الاختلافات المذهبية.

## تاريخها

### توحيد الدولة الجورجية
غزا ديفيد الثالث، الذي ينتمي إلى عائلة تاو، كارتلي في نهاية القرن العاشر ومنحها لابنه بالتبنّي باغرات الثالث ونصّب والده غورغن وصيًّا له، والذي تُوِّج أيضًا «ملكًا على الإيبريين» في عام 994. كان باغرات وريثًا محتملًا لمملكة أبخازيا من خلال والدته غوراندوخت، أخت الملك الأبخازي ثيودوسيوس الثالث (975-978) الذي لم يكن لديه أولاد.
غرقت مملكة أبخازيا في حالةٍ من الفوضى العارمة والحرب الإقطاعية في ظلّ حكم خال باغرات ثيودوسيوس المكفوف (ثيودوس الثالث)، ملكٍ ضعيفٍ ومشؤوم. أجبر دوق كارتلي السابق، إيفان ماروشيسدزي، بمساعدة ديفيد الثالث، ثيودوسيوس على التنازل عن العرش لصالح، ابن أخته، باغرات في عام 978. انتقل الأخير إلى كوتايسي ليتوّج ملكًا على أبخازيا. جعل أصل باغرات المنحدر من كلتي سلالتي الباغراتية والأبخازية خيارًا مقبولًا لنبلاء المملكة الذين كانوا قد سئموا من النزاعات الداخلية.
تُوفّي غورغن في عام 1008، وخلفه باغرات كـ «ملكٍ للإيبريين»، وبذلك أصبح أول ملكٍ لمملكة أبخازيا وإيبريا الموحّدة. بعد أن حصّن إرثه، شرع باغرات بالمطالبة بمملكة كاخيتي-هيريتي الجورجية الواقعة في أقصى الشرق وضمّها في عام أو حوالي عام 1010، بعد عامين من القتال والدبلوماسية العدوانية. ألغى باغرات أو على الأقل قلّل من استقلالية أمراء الأسرة الحاكمة حرصًا منه على تأسيس ملكيةٍ أكثر استقرارًا ومركزية. فقد أحدق الخطر الداخلي الأكثر احتمالًا من جبهة كلارجيتي الباغراتيونية بحسب وجهة نظره. استدرج باغرات أبناء عمومته، بحجّة عقد لقاء مصالحة وزجّهم في السجن في عام 1011 بهدف ضمان خلافة ابنه، جورج الأول. وحُوِّلت ممتلكاتهم إلى باغرات وذريّته. هرب أولادهم – باغرات، ابن سومبات، وديمتري، ابن غورغن – إلى القسطنطينية حيث كانا يحاولان استرداد الأراضي الموروثة بمساعدةٍ بيزنطية، وكانت آخر محاولاتهم في عام 1032، ولكن دون جدوى.
قاد عهد باغرات، وهو عصرٌ يمتاز بأهميةٍ بالغة في تاريخ جورجيا، إلى تحقيق النصر النهائي للجورجيين الباغراتيونيين في الصراع على السلطة الذي امتدّ على مدى قرون. كانت السياسة الخارجية لباغرات سلميةً في إطارها العام ونجح الملك في المناورة لتجنّب الصراعات مع كلٍّ من الجيران البيزنطيين والمسلمين على الرغم من أن أراضي ديفيد في تاو بقيت في قبضة البيزنطية وتبليسي في أيدي العرب.

### الحرب والسلام مع بيزنطة
تعود جذور الحدث السياسي والعسكري الرئيسي خلال عهد جورج الأول، الحرب ضد الإمبراطورية البيزنطية، إلى تسعينيات القرن العاشر، عندما كان على أمير تاو الجورجي ديفيد الثالث، بعد تمرّده الفاشل ضد الإمبراطور باسيل الثاني، الموافقة على التنازل عن أراضٍ واسعة النطاق في تاو لصالح الإمبراطور عند وفاته. كل محاولات ابن زوجته ديفيد ووالد جورج، باغرات الثالث، لمنع ضمّ هذه الأراضي إلى الإمبراطورية باءت بالفشل. أطلق جورج، الشاب والطموح، حملةً لاستعادة خلافة القُربَلاط إلى جورجيا واحتلال تاو في الفترة الممتدة من 1015 إلى 1016. كان البيزنطيون في ذلك الوقت متورّطين في حربٍ لا هوادة فيها مع الإمبراطورية البلغارية الأولى، مما حدّ من أعمالهم تجاه الغرب. ولكن حالما تمكّن باسيل الثاني من إخضاع بلغاريا، قاد جيشه ضد جورجيا في عام 1021. استمرّت الحرب المُنهكة لمدّة عامين، وانتهت بظفر البيزنطيين بانتصارٍ حاسم، مما أجبر جورج على الموافقة على معاهدة سلام؛ إذ لم يكن عليه التنازل عن مطالباته بتاو فحسب، بل التخلّي عن العديد من أراضيه الجنوبية الغربية، التي أُعيد تنظيمها فيما بعد وأُطلق عليها ثيمة إيبيريا، لصالح باسيل وتسليم ابنه البالغ من العمر ثلاث سنوات، باغرات الرابع، كرهينة.
قضى الطفل الصغير باغرات الرابع السنوات الثلاث التالية في عاصمة الإمبراطورية القسطنطينية وأُطلِق سراحه في عام 1025. بعد وفاة جورج الأول في عام 1027، خلِفه باغرات، البالغ من العمر ثماني سنوات، على العرش. في الوقت الذي أصبح فيه باغرات الرابع ملكًا، اكتسبت حملة الباغراتيون لاستكمال توحيد جميع الأراضي الجورجية زخمًا لا رجعة فيه. جلس ملوك جورجيا في كوتايسي في غرب جورجيا حيث أداروا منها كل ما كانت تمثّله مملكة أبخازيا وجزءًا أكبر من إيبيريا. سقطت تاو في يد البيزنطيين بينما بقي أميرٌ مسلم في تبليسي ودافع ملوك كاخيتي وهريتي بثبات عن استقلالهم في أقصى شرق جورجيا. علاوةً على ذلك، كان ولاء النبلاء العظماء للتاج الجورجي بعيدًا عن الاستقرار. خلال أقلية باغرات، سبقت الوصاية مواقف النبلاء الذين كانوا يتمتّعون بنفوذٍ حاول باغرات الحدّ منه عندما تولّى سلطات حكمٍ كاملة. في الوقت نفسه، واجه التاج الجورجي عدوّين خارجيين جبّارين: الإمبراطورية البيزنطية والسلاجقة الأتراك.

### الغزو التركي العظيم
تميّز النصف الثاني من القرن الحادي عشر بغزوٍ استراتيجي مهم للأتراك السلاجقة، الذين نجحوا بحلول نهاية أربعينيات القرن الحادي عشر في بناء إمبراطورية واسعة تشمل معظم آسيا الوسطى وبلاد فارس. دفع التهديد السلجوقي الحكومتين الجورجية والبيزنطية إلى السعي لتوطيد التعاون. تزوّجت ماريا ابنة باغرات، في وقتٍ ما بين عام 1066 وعام 1071، من الشريك في الحكم الإمبراطوري البيزنطي ميخائيل السابع دوكاس (بارابيناكيس).
ظهر السلاجقة لأول مرّة في جورجيا في ستينيات القرن الحادي عشر، عندما نشر السلطان ألب أرسلان الدمار في المقاطعات الجنوبية الغربية للمملكة الجورجية وقلّص من مساحة كاخيتي. كان هؤلاء المغيرون جزءًا من ذات الموجة المنتمية إلى الحركة التركية التي ألحقت هزيمةً ساحقة بالجيش البيزنطي في ملاذكرد عام 1071. على الرغم من أن الجورجيين كانوا قادرين على التعافي من غزو ألب أرسلان وحتى تأمين تاو (ثيمة إيبيريا)، بمساعدة الحاكم البيزنطي ذو الأصل الجورجي، غريغوري باكوريانوس. مُنِح جورج الثاني اللقب البيزنطي «قيصر» في هذه المناسبة، ووُهِب قلعة قارص وتولّى مسؤولية حماية الحدود الشرقية للإمبراطورية.
لكن هذا لم يساعد في إيقاف تقدّم السلاجقة. أدّى الانسحاب البيزنطي من الأناضول إلى وضع جورجيا في مواجهةٍ مباشرة مع السلاجقة. نكب السلطان السلجوقي ألب أرسلان منطقة كارتلي في عام 1073. نجح جورج الثاني في صدّ الغزو مرّةً أخرى. اجتاح السلطان السلجوقي جلال الدولة ملك شاه جورجيا في عام 1076 وحوّل العديد من المستوطنات إلى أطلال. بعد أن ضاق الشعب ذرعًا من التدفق التركي الكثيف، المعروف في التاريخ الجورجي باسم الغزو التركي العظيم، من 1079\1080 فصاعدًا، جرى الضغط على جورج ليخضع نفسه إلى ملك شاه لضمان درجة عزيزة من السلام بسعر الترفيد السنوي. لم يجلب قبول جورج بسيادة السلاجقة سلامًا حقيقيًا لجورجيا. واصل الأتراك تحرّكاتهم الموسمية إلى الأراضي الجورجية للاستفادة من المراعي الغنية في وادي كورا واحتلّت حاميات السلاجقة القلاع الرئيسية في جنوب جورجيا. كان لهذه الغارات والمستوطنات أثرٌ مدمّر على النظام الاقتصادي والسياسي لجورجيا. يندب المؤرّخ الإخباري الجورجي المعاصر أن:
«في تلك الأوقات لم يكن هناك بذرٌ ولا حصاد. دُمّرت الأرض عن بكرة أبيها وتحوّلت إلى غابة؛ بدلًا من الحيوانات المفترسة والماشية جعلوا مسكنهم هناك. وقع ظلمٌ لا يُطاق على جميع سكان الأرض. كان لا مثيل له وأسوأ بكثير من كل الويلات التي سمعت بها أو التي قاسيتها».